# Stanisław Dygat
Stanisław Ludwik Dygat (5. prosince 1914 Varšava – 29. ledna 1978 tamtéž) byl polský spisovatel a publicista.
Vystudoval architekturu na Varšavské polytechnice a filozofii na Varšavské univerzitě, v roce 1938 vydal první sbírku povídek. Za druhé světové války byl jako francouzský občan převezen do internačního zařízení nedaleko Kostnice, o kterém napsal svoji nejznámější knihu Bodamské jezero (v roce 1985 ji zfilmoval Janusz Zaorski).
Po válce spolupracoval s časopisy Przegląd Kulturalny a Ekran a s divadlem Teatr Wybrzeże v Gdaňsku. Spolu s Janem Kottem napsal divadelní hru Nowy Świętoszek, překládal díla Williama Shakespeara, je autorem scénářů k filmům Společný pokoj a Palace Hotel. Jeho tvorba se vyznačuje satirickým laděním a polemikou s polskou romantickou tradicí. Vlastenecké mýty ironizoval v próze Karneval, duševní prázdnotu úspěšného mladého muže demaskuje román Disneyland, zfilmovaný pod názvem Jowita. Napsal také válečný psychologický román Rozloučení.
Byl členem Polské sjednocené dělnické strany, z níž vystoupil po zákazu časopisu Europa v roce 1957. V roce 1976 podepsal petici Memoriał 101, protestující proti zařazení článku o věčném spojenectví se Sovětským svazem do polské ústavy.
Byl synem architekta Antoniho Dygata a švagrem hudebního skladatele Witolda Lutosławského. Jeho dcera Magda Dygatová je spisovatelka.
V roce 2009 byl po Dygatovi pojmenován park ve varšavské městské části Mokotów.